# Pôle national de référence
Pôle national de référence est un label officiel français attribué à des institutions culturelles détentrices de l'appellation Musée de France afin de rassembler, conserver et valoriser des collections non présentées au public dans une thématique dominante. 
À travers un programme de conservation, d'exposition et de médiation, le musée labellisé Pôle national de référence met en valeur les œuvres de sa propre collection au sein de la thématique traitée et complétée par un ensemble d'œuvres issus de prêts ou dépôts consentis par d'autres musées qui bénéficient de l'appellation Musée de France.
Le label est attribué pour une durée de 10 ans par le ministère de la culture.

## Histoire
Le label Pôle national de référence est créé par la loi relative à la liberté de la création, à l'architecture et au patrimoine du 7 juillet 2016 qui vient modifier le code du patrimoine. Le décret 31 mars 2017 apporte les modalités de mise en œuvre du label.
En octobre 2019, le musée des Amériques d'Auch est le premier labellisé,,.

## Formes
Le label se décline sous deux formes :
- Une mise en œuvre physique à travers le label Pôle national de référence ;
- Une mise en œuvre numérique à travers le label Pôle national de référence numérique.

### Pôle national de référence numérique
Afin d'obtenir le label Pôle national de référence numérique, le musée doit mettre en place un site web dédié après avoir numérisé en haute définition les œuvres de sa propre collection ainsi que celles mises à sa disposition par d'autres musées qui bénéficient de l'appellation Musée de France.

## Liste
En 2022, seul le musée des Amériques d'Auch dans le Gers dispose du label pour la mise en valeur des œuvres d'art précolombien et d'art sacré latino-américain.